# 뉴 게임 플러스
뉴 게임 플러스(New Game Plus) 또는 New Game+(NG+)는 일부 비디오 게임 타이틀에서 사용할 수 있는 잠금 해제 가능한 비디오 게임 모드로, 플레이어가 첫 번째 플레이에서 얻은 아이템이나 경험의 전부 또는 일부를 사용하여 게임 스토리를 다시 시작할 수 있다. 뉴 게임 플러스 모드는 일반적으로 게임 스토리를 한 번 이상 완료한 후에 잠금 해제되며, 때로는 증가된 난이도, 변경된 전투 만남 등과 같이 초기 플레이에서 일반적으로 사용할 수 없는 특정 기능을 포함하기도 한다.

## 같이 보기
- 방치형 게임